# Técla
Técla est un joaillier français spécialiste des perles de culture depuis 1908 établi à Paris, au 2 rue de la Paix. Après avoir connu une expansion jusqu’à la Seconde Guerre mondiale, avec des boutiques à Londres (Bond Street), New York (5e avenue), Berlin et Nice, le joaillier est resté familial et a recentré son activité autour de créations sur-mesure et de pièces uniques dans le cadre de sa boutique parisienne.

## Historique

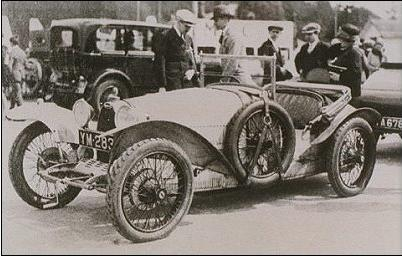
Bugatti Type 35 « Técla » (1924-1927).

En 1908, peu après l’invention de la perle de culture, Jo Goldman fonde Técla, la première joaillerie spécialisée dans les perles de culture. La maison ouvre des succursales à Londres, New York, Berlin et Nice. 
À la suite de la Seconde Guerre mondiale et du décès de Jo Goldman, Técla est reprise par les nièces de son fondateur jusqu’à son rachat en 1995.
Le décor de la boutique, de la façade ouvragée aux panneaux de laque de Coromandel du XVIIIe siècle qui tapissent les murs, est resté inchangé depuis sa réalisation par la Maison Jansen en 1920. Également dessinés par Jansen, les tables et sièges de vente Art déco.